# Ибн
Ибн (араб. ابن‎ — ибну) — арабское слово (соответствующее древнееврейскому бен), — входит в состав насаба (патронимического имени), означает сын.
Используется для обозначения отчества. Пример: Ахмед ибн Мухаммад = Ахмед, сын Мухаммада.

## Бну
Бну (араб. بن‎ — бну) — литературная форма слова «ибну», находящегося между двумя именами.

## Бинт
Бинт (араб. بنت‎ — бинту) — женская форма слова «ибну», означает дочь.

## Бин, бен
Бин, бен — диалектные формы слова «ибн».